# Fritidsfartyg

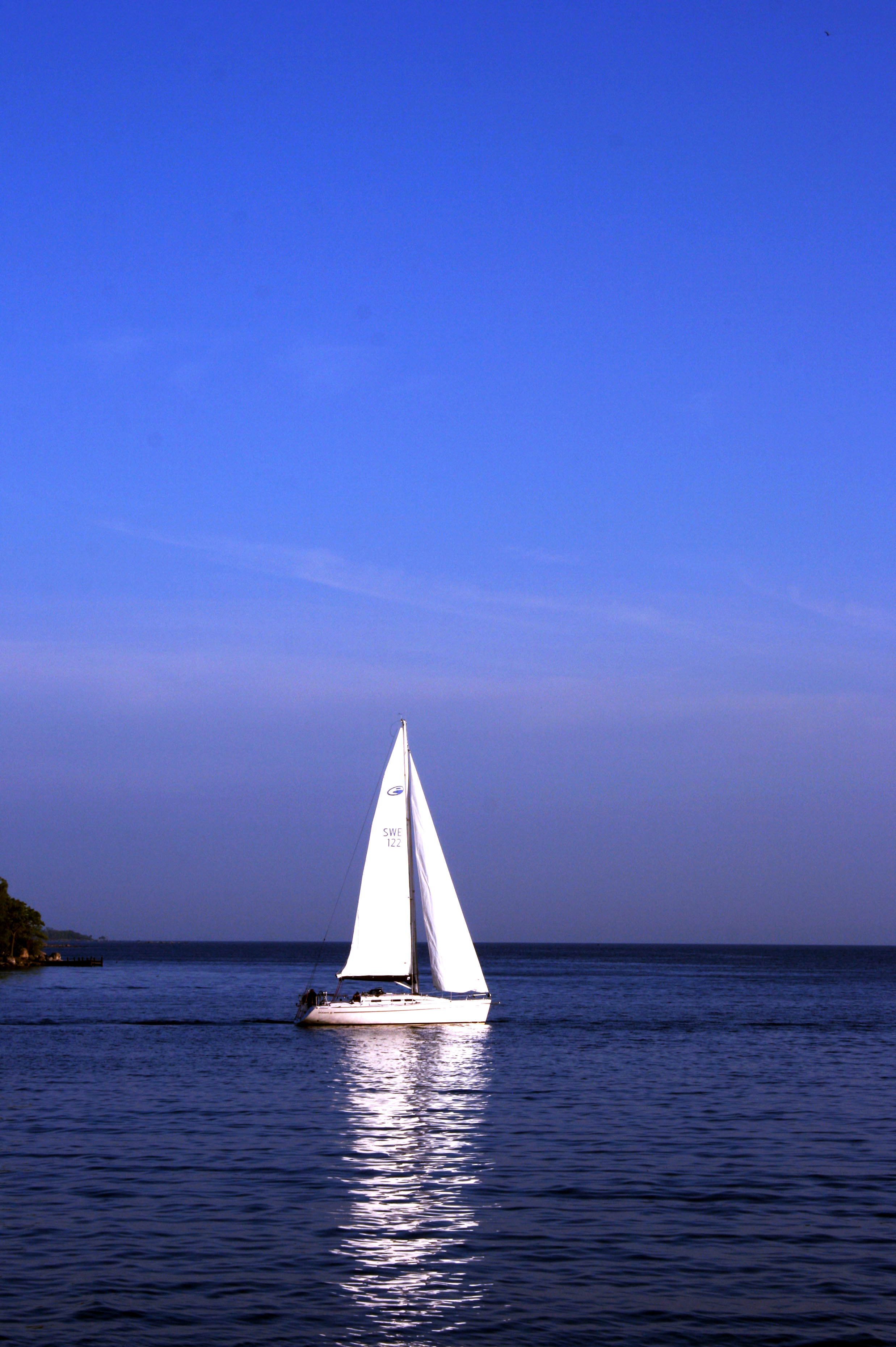
En segelbåt.

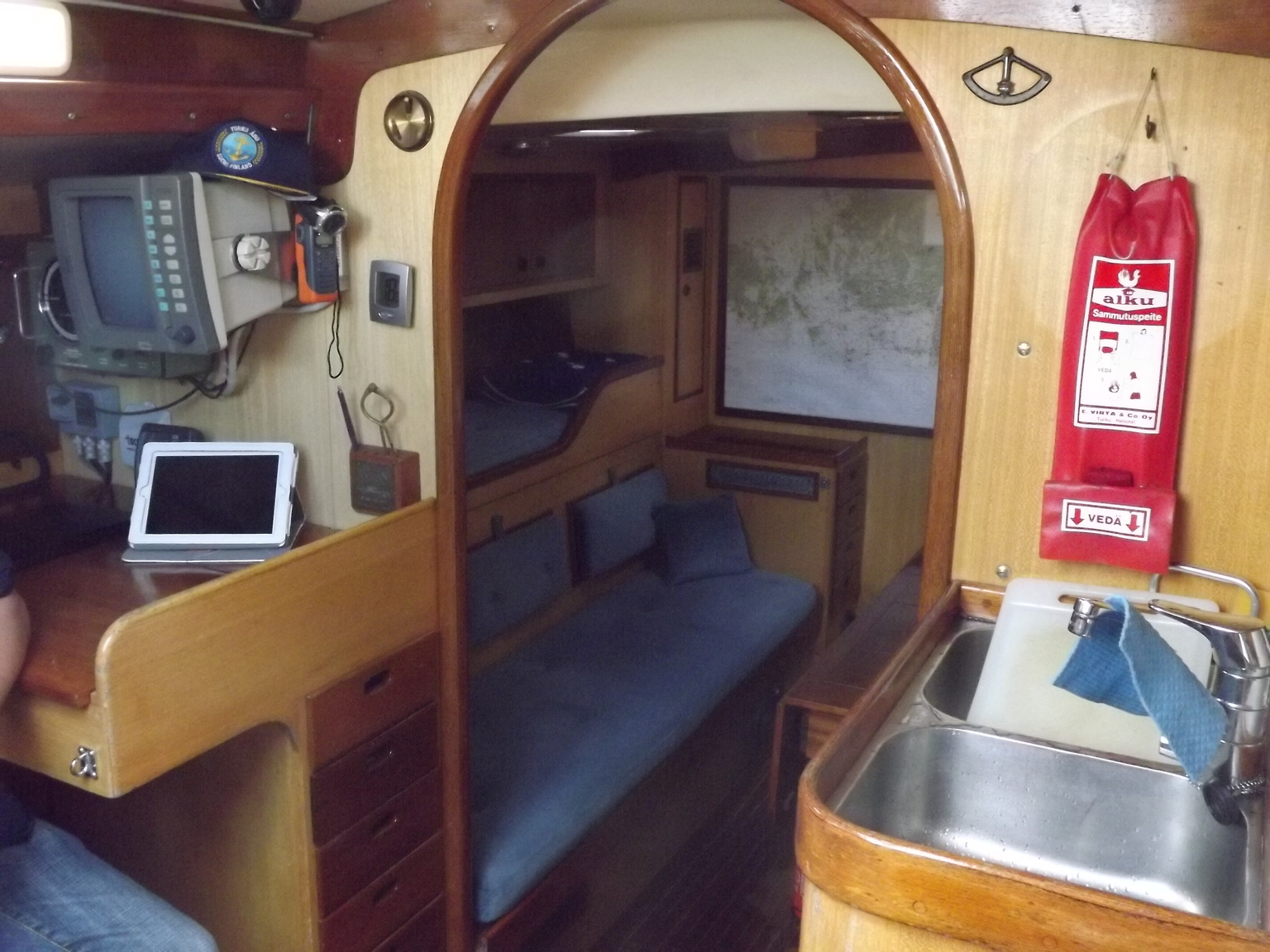
Interiör i större segelbåt i scoutbruk. Närmast pentry och navigationshytt, längre fram salong med fällbord, bäddsoffor och ytterligare kojer. Dörröppning till förpiken till höger om sjökortet längst bort.

Ett fritidsfartyg är ett fartyg vars främsta syfte är privat rekreation, till exempel båtsport. Sightseeingbåtar, kryssningsfartyg, båt hyrd med besättning och andra båtar för kommersiell nöjesverksamhet räknas inte som fritidsfartyg. Mindre fritidsfartyg kallas fritidsbåtar, stora fritidsfartyg kallas fritidsskepp (Sverige) eller nöjesfartyg (Finland).
I Finland avser fritidsbåt båtar med längd på 2,5–24 meter, och alla vattenskotrar. nöjesfartyg "fartyg avsett för sport- och fritidsändamål" vars skrovlängd är över 24 meter men bruttodräktighet under 500. För att framföra nöjesfartyg krävs internationellt förarbrev för fritidsbåt. För fritidsbåtar krävs i allmänhet ingen särskild behörighet, men en farkost får inte framföras av en person som "med hänsyn till förhållandena inte innehar den ålder och inte besitter den förmåga och skicklighet som krävs". Motordrivna farkoster som skall registreras (d.v.s. med längd minst 5,5 m eller med stark motor) förutsätter minst 15 års ålder. Trafiksäkerhetsverket kan ställa krav på 18 års ålder och närmare specificerad kompetens för viss farkost eller typ av farkost.
I Sverige avser fritidsskepp fritidsfartyg med en största längd av minst 12 m och en största bredd av minst 4 m. För att inom svenska farvatten få föra fritidsskepp erfordras Kustskepparintyg eller annan högre kompetens. För fritidsbåtar krävs ingen formell behörighet men på frivillig basis kan utbildning ske till förarintyg för fritidsbåt.
Sjöhistoriska museet k-märker sedan 2009 svenska fritidsbåtar två gånger per år efter ansökan av ägarna och en bedömning av båtarnas kulturhistoriska värde.